# Umar Sadaat
Umar Sadaat (* 16. Februar 1995) ist ein pakistanischer Leichtathlet, der sowohl im 400- und 800-Meter-Lauf antritt.

## Sportliche Laufbahn
Erste internationale Erfahrungen sammelte Umar Sadaat bei den Islamic Solidarity Games 2017 in Baku, bei denen er mit der pakistanischen 4-mal-400-Meter-Staffel in 3:07,62 min die Silbermedaille gewann. Anschließend schied er in den Vorläufen über 400 und 800 Meter bei der Sommer-Universiade in Taipeh aus. Im Jahr darauf nahm er erstmals an den Asienspielen in Jakarta teil und wurde mit der Staffel in 3:08,87 min Achter. Bei den Südasienspielen 2019 in Kathmandu belegte er in 48,05 s den fünften Platz über 400 Meter und gewann mit der Staffel hinter Sri Lanka und Indien die Bronzemedaille.

## Persönliche Bestleistungen
- 400 Meter: 48,05 s, 5. Dezember 2019 in Katmandu
- 800 Meter: 1:52,46 s, 26. August 2017 in Taipeh